# The Works (албум групе Queen)
The Works је једанаести албум британског рок бенда Квин, објављен 27. фебруара 1984. Након објављивања њиховог диском-инспирисаног албума Hot Space из 1982. године, бенд се на новом албуму вратио рок звуку своје дотадашње музике, укључивши елементе немачке електронске музике и њујоршког фанка. The Works је добио боље похвале од стране музичких критичара за разлику од претходног албума, и продат је у укупно 6 милиона примерака широм света.

## Списак нумера
Све водеће вокале је отпевао Фреди Меркјури.
| №  | Назив              | Аутор(и)       | Трајање |  |
| 1. | "Radio Ga Ga"      | Роџер Тејлор   | 5:48    |  |
| 2. | "Tear It Up"       | Брајан Меј     | 3:28    |  |
| 3. | "It's a Hard Life" | Фреди Меркјури | 4:08    |  |
| 4. | "Man on the Prowl" | Меркјури       | 3:28    |  |

| №               | Назив                              | Аутор(и)        | Трајање |  |
| 5.              | "Machines (or 'Back to Humans')"   | Меј Тејлор      | 5:10    |  |
| 6.              | "I Want to Break Free"             | Џон Дикон       | 3:20    |  |
| 7.              | "Keep Passing the Open Windows"    | Меркјури        | 5:21    |  |
| 8.              | "Hammer to Fall"                   | Меј             | 4:28    |  |
| 9.              | "Is This the World We Created...?" | Меј Меркјури    | 2:13    |  |
| Укупно трајање: | Укупно трајање:                    | Укупно трајање: | 37:15   |  |